# Romeo's Heart
Romeo's Heart è il sedicesimo album di John Farnham, pubblicato nel 1996 per l'etichetta Sony BMG.

## Tracce
1. Have A Little Faith (In Us) (R. Desalvo, A. Roman) – 5:08
2. Little Piece Of My Heart (C. Celli, A. Levin, J. Ponti) – 4:52
3. A Simple Life (J. Lind, R. Page) – 3:58
4. All Kinds Of People (E. Pressley, S. Crow, K. Gilbert) – 5:16
5. Romeo's Heart (J. Kimball, R. Vanwarmer) – 4:18
6. Don't Let It End (A. Hendra) – 4:41
7. Heart's On Fire (T. Kimmel, S. Lynch) – 4:48
8. Hard Promises To Keep (K. Rhodes) – 5:45
9. Over My Head (R. Pleasance, A. Tanner) – 5:45
10. May You Never (J. Martyn) – 3:50
11. Second Skin (J. Farnham, R. Fraser, C. Lim) – 3:41

## Formazione
- John Farnham - voce
- Brett Garsed - chitarra
- Stuart Fraser - chitarra
- Angus Burchall - batteria
- Joe Creighton - basso